# Szilice
Szilice (szlovákul: Silica) község Szlovákiában, a Kassai kerület Rozsnyói járásában.

## Fekvése
Rozsnyótól 16 km-re délre, a Szilicei-fennsík közepén, a magyar határ mellett fekszik.

## Története
Első írásos említése 1376-ban „Szedlych" alakban történt. 1386-ban „Zedlyche", 1399-ben „Zethlyche", 1430-ban „Zylicza" néven említik. Neve a szláv sedlo (= nyereg) főnévből ered. Első ismert tulajdonosa 1399-ben Szalonnai István volt, később többen is birtokolták, köztük a csetneki Bebek család.
A 18. század végén Vályi András így ír róla: „SZILICZE. Magyar falu Torna Várm. lakosai leginkább reformátusok, fekszik Rozsnyóhoz 1 mértföldnyire; határja hegyes, jégbarlangja nevezetes, vagyonnyai középszerűek."
1828-ban 107 házában 777 lakos élt. 1837-ben 782 lakosa volt. Lakói mezőgazdasággal, állattartással, gyümölcstermesztéssel foglalkoztak.
A 19. század közepén Fényes Elek eképpen írja le: „Szilicze, magyar falu, Abauj-Torna vmegyében, Pelsőczhöz keletre 1 1/4 mfdnyire: 103 kath., 674 ref., 5 zsidó lak. Ref. anya, kath. leány szentegyház. Hegyes és erdős határ. Keletre mintegy 1/4 órányira a magas sólyomkői hegyen van egy régi omladozott vár. De legnevezetesebbé teszi ezen helységet az ugy nevezett ledniczei barlang, melly a faluhoz nyugotra csak csekély távolságra esik. Torkolatának (melly délre esik), magassága 18, széle 8 öl. Földalatti boltozatai egy általjában kősziklások, s délfelé messze kiterjednek, ugy, hogy mindnyájan mind eddig meg nem vizsgáltathattak, részint a tátongó mélységek, részint a síkos, jéges ut miatt. Fő különössége ezen barlnagnak abban áll, hogy gyomrában a hideg épen abban a mértékben növekedik, mellyben a külső meleg nő. Igy nyáron át a boltozatról lecsepegő víz egyszerre megfagy, s sokszor olly nagy jég csapokat képez, hogy kőszikla daraboknak tekinthetné az ember. A barlang falai pedig különféle alakzatokat ábrázoló jégmázzal vonatnak be. Ellenben télen a belső hőmérséklet egészen lágymeleg, s azért telelni mindenféle állatok vonulnak ide, u. m. nyúlak, rókák, baglyok, denevérek, szunyogok, stb.; a jég pedig több apró patakokra olvad el. – F. u. a helységnek: hg. Eszterházy, gr. Gyulay, Hámos, s m."
Borovszky monográfiasorozatának Gömör-Kishont vármegyét tárgyaló része szerint: „Szilicze, a hasonnevű fensíkon fekvő magyar kisközség, körjegyzőségi székhely, 183 házzal és 1048 ev. ref. vallású lakossal. Hajdan Krasznahorka várának tartozéka volt. Későbbi földesurai a Thököly, Nyáry, hg. Eszterházy, Gyulay, Radvánszky, Hámos és Czékus családok, de felerészben az Andrássyak is, most pedig Andrássy Dénesnek és Gézának van itt nagyobb birtoka. A község határa gazdag különféle természeti nevezetességekben. Így jégbarlangja egyike a legszebbeknek, de elhanyagolt állapota miatt nehezen hozzáférhető és majdnem járhatatlan. „Gyökérréti tó” elnevezése alatt a fensíkon nagyterjedelmű tó van, melyet tengerszemnek tartanak. A Szállás dűlőben cseppkőbarlangja van, mely szintén el van hanyagolva. Az Ardóhegy dűlőben „Horpata” elnevezéssel feneketlennek látszó, óriási szakadék van. Az Ardócska dűlőben „Lófej” nevű időszakos forrás, mely minden 24 órában felbuggyan és végre a Mélyvölgy, melynek egyik oldala valóságos kőtenger, a másik része pedig a legszebb erdőség. A község 1813-ban, 1833-ban és 1871-ben majdnem teljesen leégett. A református templom a csehek idejében már fennállott. Építési idejét megállapítani nem lehet. Ide tartoznak Kisfala, Ardócska és Korotnok puszták, mely két utóbbi hajdan szintén külön község volt, hasonlóképen Sásbikk puszta is, mely a tatárjárás alatt pusztult el. A községben van posta. Távírója és vasúti állomása Gombaszög."
1920-ig Gömör-Kishont vármegye Rozsnyói járásának része. 1938 és 1945 között is Magyarországhoz tartozott.

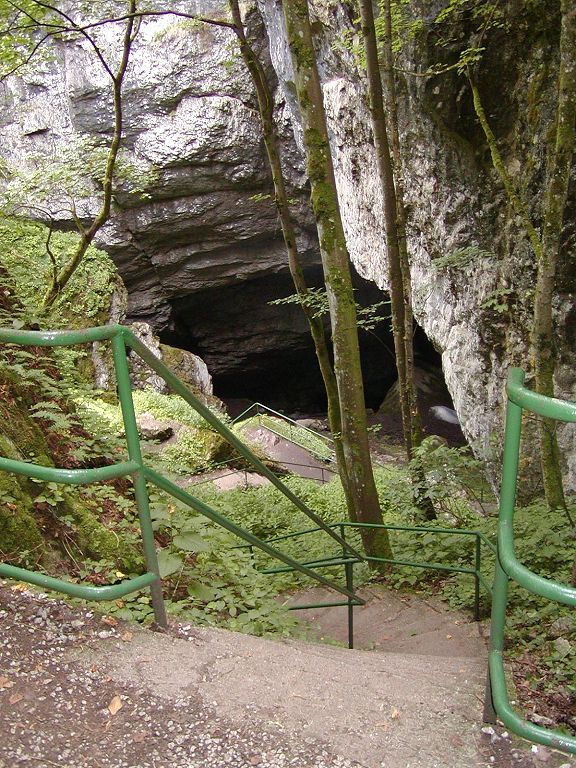
A jégbarlang bejárata

## Népessége
| Év:            | 1994. | 2004.   | 2014.   | 2024.   |
| -------------- | ----- | ------- | ------- | ------- |
| Emberek száma: | 638   | 582     | 553     | 519     |
| Eltérés:       |       | -8,77 % | -4,98 % | -6,14 % |

| Év:            | 2023. | 2024.   |
| -------------- | ----- | ------- |
| Emberek száma: | 527   | 519     |
| Eltérés:       |       | -1,51 % |

1910-ben 993-an, túlnyomórészt magyarok lakták.
2001-ben 599 lakosából 533 magyar, 33 szlovák és 29 cigány.
2011-ben 562 lakosából 438 magyar és 67 szlovák.

## Neves személyek
- Bánesz László (1932-2000) szlovákiai régész.
- Várady Béla (1933-2012) színművész.
- Prof. MVDr. Várady József, DrSc. (1939-2008) állatorvos, egyetemi tanár.

## Nevezetességei
- Református temploma 1526-ban épült késő gótikus-reneszánsz stílusban, erődfalai 16. századiak. A 18. században barokk, majd a 19. században klasszicista stílusban építették át. Berendezése 18. századi.
- Szilicei-jégbarlang, amely 1995-ben felkerült az Aggteleki-karszt és a Szlovák-karszt barlangjai részeként az UNESCO Világörökség listájára.
- Temetőjében népművészeti fakeresztek találhatók.